# Перелік оснащення Збройних сил Румунії
Тут подано перелік оснащення та озброєння Збройних сил Румунії.

## Сухопутні війська
| Тип                                  | Фото  | Виробництво/Країна                                                | Призначення                                       | Варіант                                                                | Кількість                                             | Примітки |
| Танки                                | Танки | Танки                                                             | Танки                                             | Танки                                                                  | Танки                                                 | Танки |
| ------------------------------------ | ----- | ----------------------------------------------------------------- | ------------------------------------------------- | ---------------------------------------------------------------------- | ----------------------------------------------------- | --- |
| M1A2 Abrams                          |       | США                                                               | Основний бойовий танк                             | M1A2R                                                                  | 0/54                                                  | У 2023 році Румунія планує купити 54 танки Abrams для першого танково батальйону з можливістю розширенням замовленням до 400 танків Abrams, для заміни всіх танків TR-85, TR-580, Т-55. Переозброєння на стандарти НАТО. |
| TR-85                                |       | Румунія                                                           | Основний бойовий танк                             | TR-85-800 TR-85M1 Bizonul                                              | 103-226 54                                            | Модернізована версія TR-85M1 (1999-) сильно модифікована відповідно до стандартів НАТО. |
| TR-580                               |       | Румунія                                                           | Основний бойовий танк                             | TR-580                                                                 | 9                                                     | |
| Т-55                                 |       | СРСР                                                              | Основний бойовий танк                             | Т-55АМ Т-55АМ2                                                         | 120                                                   | 108 діючих у 2 батальйонах. |
| САУ                                  |       |                                                                   |                                                   |                                                                        |                                                       | |
| K9 Thunder                           |       | Південна Корея                                                    | САУ                                               |                                                                        | 0/54                                                  | Румунія обрала південнокорейську САУ K9 Thunder. САУ K9 Thunder, яку у кількості 54 одиниць буде закуплено для Сухопутних сил Румунії. https://mil.in.ua/uk/news/rumuniya-obrala-pivdennokorejsku-sau-k9-thunder/ |
| Бойова машина піхоти                 |       |                                                                   |                                                   |                                                                        |                                                       | |
| MLI-84                               |       | Румунія                                                           | Бойова машина піхоти                              | MLI-84 MLI-84M Jderul                                                  | 23-41 101                                             | На базі радянської БМП-1 з рядом модифікацій. MLI-84 Jderul — це модернізована версія, оснащена 25 мм гарматою «Ерлікон» KBA та ракетами Spike. Їх буде замінено за програмою, яка буде розпочата у період 2022–2024 рр. |
| Piranha V                            |       | Швейцарія Румунія                                                 | Бойова машина піхоти                              | 120-мм міномет Командний пункт ХБРЯ Швидка допомога Евакуаційна машина | 141                                                   | Piranha V будується в Румунії на основі угоди про спільне підприємство між Бухарестський механічний завод (UMB) та GDELS Romania. 10 лютого 2023 року було оголошено, що Румунія придбає ще 150 транспортерів Piranha 5 за 674 мільйони доларів на додаток до поточного контракту на 227 машин. Загальне замовлення становить майже 380 машин. |
| Бронетранспортер                     |       |                                                                   |                                                   |                                                                        |                                                       | |
| MOWAG Piranha                        |       | Швейцарія                                                         | Бронетранспортер                                  | Піранья IIIC                                                           | 43                                                    | Озброєний комплектами броні від Plasan Sasa (Ізраїль). |
| TAB B33 Zimbru                       |       | Румунія                                                           | Бронетранспортер                                  |                                                                        | 69                                                    | Ліцензійний БТР-80 із низкою модифікацій. |
| ТАБ-71                               |       | Румунія                                                           | Бронетранспортер                                  | TAB-71MTAB-71ATAB-71ARTERA-71L                                         | 211                                                   | БТР-60 ліцензійної побудови з рядом модифікацій. Зберігається близько 600-800. |
| ТАБ-77                               |       | Румунія                                                           | Бронетранспортер                                  | TAB-77MTAB-77ATAB-77A-PCOMATERA-77L                                    | 155                                                   | Румунська версія БТР-70 з рядом модифікацій. |
| TABC-79                              |       | Румунія                                                           | Бронетранспортер                                  | TAB-CTAB-79A-PCOMATAB-79AR                                             | 406                                                   | Його планують замінити на новий БТР 4x4. |
| MLVM                                 |       | Румунія                                                           | Бронетранспортер                                  | MLVMMLVM MMLVM-ARABALШвидка допомога                                   | 76                                                    | Бойова машина піхоти для гірської місцевості. Класифікований ООН як бронетранспортер через легку броню та озброєння. Використовується підрозділами vânători de munte. 60 буде капітально відремонтовано та модернізовано. |
| Assault Amphibious Vehicle           |       | США                                                               | Бронетранспортер                                  | AAVP-7A1AAVC-7A1AAVR-7A1                                               | 0/160/30/2                                            | 27 липня 2023 року Державний департамент США схвалив можливий продаж Румунії 21 літака AAV-7A1 у трьох конфігураціях. |
| Бронеавтомобілі                      |       |                                                                   |                                                   |                                                                        |                                                       | |
| HMMWV                                |       | США                                                               | Багатоцільова броньована машина                   | M1113M1114                                                             | 30020+                                                | M1114 з поліпшеною бронею; Використовується військами ISAF в Афганістані |
| Stimpex Dracon                       |       | Румунія                                                           | Багатоцільова броньована машина                   |                                                                        | Невідомо                                              | |
| Oshkosh JLTV                         |       | США                                                               | Багатоцільова броньована машина                   | M1278A1 Heavy Gun Carrier                                              | 33/129                                                | |
| URO VAMTAC                           |       | Іспанія                                                           | Багатоцільова броньована машина                   | S3S3-HD                                                                | 6040                                                  | Використовується Силами спеціальних операцій |
| Autoblindat Wolf                     |       | Ізраїль                                                           | Багатоцільова броньована машина                   |                                                                        | 3                                                     | Використовується військовою поліцією |
| Panhard PVP                          |       | Франція                                                           | Багатоцільова броньована машина                   |                                                                        | 16                                                    | 16 PVP поставлені у 2012–15 роках |
| Машини із захистом від мін і засідок |       |                                                                   |                                                   |                                                                        |                                                       | |
| Cougar                               |       | США                                                               | MRAP                                              | Cougar HE                                                              | 4                                                     | Надано Сполученими Штатами, використовуються в Афганістані |
| Броньована інженерна машина          |       |                                                                   |                                                   |                                                                        |                                                       | |
| DMT-85M1                             |       | Румунія                                                           | Броньована інженерна машина                       |                                                                        | 5                                                     | На базі шасі TR-85М1. |
| M1150 Assault Breacher Vehicle       |       | США                                                               | Броньована інженерна машина                       |                                                                        | 0/4                                                   | |
| TER TR-85                            |       | Румунія                                                           | Броньована ремонтно-евакуаційна машина            |                                                                        | 8                                                     | На базі шасі TR-85. |
| M88 Recovery Vehicle                 |       | США                                                               | Броньована ремонтно-евакуаційна машина            | M88A2 HERCULES                                                         | 0/4                                                   | |
| TEHEVAC MLI-84M                      |       | Румунія                                                           | Броньована ремонтно-евакуаційна машина            |                                                                        | 3                                                     | На базі шасі MLI-84M. |
| BPZ-2                                |       | Німеччина                                                         | Броньована ремонтно-евакуаційна машина            |                                                                        | 3                                                     | Поставлено як компенсація для Gepard SPAAG. |
| PMA                                  |       | НДР                                                               | Танковий мостоукладач                             | BLG-67M                                                                | 43                                                    | Використовується військовими інженерними підрозділами. |
| M1110 Joint Assault Bridge           |       | США                                                               | Танковий мостоукладач                             | 0/4                                                                    |                                                       | |
| Мотовсюдиходи                        |       |                                                                   |                                                   |                                                                        |                                                       | |
| Polaris ATV                          |       | США                                                               | Мотовсюдиходи                                     | RangerSportsman MV850                                                  | 143+                                                  | |
| Polaris DAGOR                        |       | США                                                               | Мотовсюдиходи                                     |                                                                        | 0/50                                                  | Призначений для використання спецпідрозділами та військами. |
| Polaris MRZR                         |       | США                                                               | Мотовсюдиходи                                     | MRZR Diesel                                                            | Невідомо                                              | |
| Arctic Cat Prowler                   |       | США                                                               | Мотовсюдиходи                                     | XT 1000                                                                | Невідомо                                              | Використовується загонами "Vânători de munte". |
| TGB ATV                              |       | Тайвань                                                           | Мотовсюдиходи                                     | Blade 1000 LT EPS                                                      | Невідомо                                              | Використовується підрозділами Vânători de munte. |
| Легкові автомобілі                   |       |                                                                   |                                                   |                                                                        |                                                       | |
| Dacia Duster                         |       | Румунія                                                           | Повнопривідний багатоцільовий автомобіль          |                                                                        | 886+                                                  | |
| Chevrolet LSSV Tahoe                 |       | США                                                               | Повнопривідний командний автомобіль               |                                                                        | 17                                                    | Оснащений радіообладнанням Harris. |
| Jeep Wrangler                        |       | США                                                               | Повнопривідний командний автомобіль               |                                                                        | Невідомо                                              | Оснащений радіостанціями Harris 400 Вт ВЧ, УКХ та мікрохвильові. |
| Technamm                             |       | Франція Японія                                                    | Легкий військовий позашляховик                    | Jankel Fox від Masstech                                                | 5+                                                    | Модифікований Toyota Land Cruiser для використання спецпідрозділами. |
| Вантажні автомобілі                  |       |                                                                   |                                                   |                                                                        |                                                       | |
| Iveco                                |       | Італія Румунія                                                    | Вантажні автомобілі                               | M170M250M320SM88M1250Trakker                                           | 1172                                                  | Всього замовлено 2902 одиниці. |
| DAC                                  |       | Румунія                                                           | Вантажні автомобілі                               | 665T/G 6×6443T 4×4887R 8×811.154 4×415.240 6×616.230 4×4               | 500+                                                  | Шасі DAC 665T також використовується для реактивної системи залпового вогню APR-40, тоді як дещо вдосконалена APRA-40 базується на DAC 15.215 DFAEG. |
| Roman                                |       | Румунія                                                           | Вантажні автомобілі                               | 16.310 FAEG22.310 DFAEG26.360 DFAEG26.410 DFAEG                        | 160+                                                  | Шасі для систем озброєння, таких як LAROM, як транспортний засіб для перевезення ракетних контейнерів, для перевезення командних пунктів і метеостанцій, а також для виконання інших транспортних завдань. |
| FMTV                                 |       | США                                                               | Вантажні автомобілі                               | M1084A1P2M1089A1P2                                                     | 5410                                                  | Допоміжні автомобілі для HIMARS. |
| Oshkosh M1070                        |       | США                                                               | Вантажні автомобілі                               | M1300                                                                  | Невідомо                                              | Уряд Румунії звернувся з проханням придбати тягачі M1300 з причепами M1302 для своїх майбутніх танків M1A2 Abrams. |
| HEMTT                                |       | США                                                               | Вантажні автомобілі                               | M978A4M1120                                                            | Невідомо                                              | Уряд Румунії також звернувся з проханням придбати HEMTT M978A4, M1120 HEMTT Load Handling System та M1076A1 з плоскою стійкою, всі з комплектами B-Kit/Frag Kit. |
| MAN                                  |       | Німеччина                                                         | Автоцистерна                                      | TGS 18.400                                                             | Невідомо                                              | |
| Вантажні автомобілі                  |       |                                                                   |                                                   |                                                                        |                                                       | |
| ZU-2                                 |       | Зенітна установка                                                 | Румунія                                           |                                                                        | 60                                                    | Існує також версія 4×14,5 мм під назвою MR-4. |
| M 1980/88                            |       | Зенітна установка                                                 | Румунія                                           |                                                                        | 300                                                   | |
| Gepard                               |       | ЗСУ                                                               | Німеччина                                         |                                                                        | 36                                                    | Плюс 7 одиниць використовуються в ролі запасних частин. |
| Oerlikon GDF                         |       | Зенітна гармата                                                   | Швейцарія                                         | GDF-003                                                                | 72                                                    | |
| CA-94                                |       | ПЗРК                                                              | Румунія                                           |                                                                        | 288                                                   | Включаючи модернізовану версію СА-94М та 6 звичайних "Стріла-2". |
| Chiron                               |       | ПЗРК                                                              | Південна Корея                                    | 3/54 (пускові установки)                                               | Загалом замовлено 54 пускові установки та 162 ракети. | |
| CA-95                                |       | Самохідний ЗРК малої дальності                                    | Румунія                                           |                                                                        | 48                                                    | Ліцензійна побудована Стріла-1 Використання машини TABC-79 замість БРДМ-2. |
| 2K12 Kub                             |       | Самохідний ЗРК середньої дальності                                | СРСР                                              |                                                                        | 32                                                    | 8 батарей. |
| 9K33 Osa                             |       | Самохідний ЗРК середньої дальності                                | СРСР                                              |                                                                        | 16                                                    | 4 батареї типу 9К33М3 "ОСА-АКМ". |
| MIM-104 Patriot                      |       | Мобільний зенітно-ракетний комплекс/система протиракетної оборони | США                                               |                                                                        | 0/3 батарейки                                         | Із загальних 7 систем 3 будуть призначені для Сухопутних військ. |
| Skybeam                              |       | Антидрон-рушниця                                                  | Литва Ізраїль                                     |                                                                        | Невідомо                                              | Надано ізраїльською компанією Skylock. |
| Артилерія                            |       |                                                                   |                                                   |                                                                        |                                                       | |
| Тип                                  | Фото  | Країна                                                            | Призначення                                       | Калібр                                                                 | Кількість                                             | Примітки |
| M 1988                               |       | Румунія                                                           | Міномет                                           | 60mm                                                                   | Невідомо                                              | Існує дві версії 2001 року: версія Commando і версія з розширеним радіусом дії |
| M 1977                               |       | Румунія                                                           | Міномет                                           | 82mm                                                                   | 1.351                                                 | Також доступний у калібрі 81мм. |
| M 1982                               |       | Румунія                                                           | Міномет                                           | 120mm                                                                  | 315                                                   | |
| M82                                  |       | Румунія                                                           | Гірська гаубиця                                   | 76mm                                                                   | 82                                                    | Гаубиці використовуються підрозділами Vânători de munte. На основі югославської 76-мм гармати M48 (B-1) на прізвисько «Тіто». |
| M30                                  |       | СРСР                                                              | Гаубиця                                           | 122mm                                                                  | 202                                                   | |
| M81                                  |       | Румунія                                                           | Гаубиця                                           | 152mm                                                                  | 320                                                   | На основі радянської 152-мм гаубиці М1955 (Д-20). |
| M85                                  |       | Румунія                                                           | Гаубиця                                           | 152mm                                                                  | 116                                                   | Варіант гаубиці М81, аналогічний за характеристиками 152-мм гаубиці 2А65 (Мста-Б) |
| Реактивна система залпового вогню    |       |                                                                   |                                                   |                                                                        |                                                       | |
| HIMARS                               |       | США                                                               | Реактивна система залпового вогню/Тактична ракета | 227 mm                                                                 | 36/54                                                 | Два батальйони у Фокшані та Констанці |
| LAROM                                |       | Румунія Ізраїль                                                   | Реактивна система залпового вогню                 | 122 mm                                                                 | 54                                                    | Він створений на базі пускової установки АПРА-40. |
| APR-40                               |       | Румунія                                                           | Реактивна система залпового вогню                 | 122 mm                                                                 | 135                                                   | Покращений румунський варіант радянської системи БМ-21 Град; пізніше розвинувся в APRA-40. |
| Протитанкова зброя                   |       |                                                                   |                                                   |                                                                        |                                                       | |
| M 1977                               |       | Румунія                                                           | Протитанкова гармата                              | 100 mm                                                                 | 218                                                   | |
| AG-7                                 |       | Румунія                                                           | Гранатомет                                        | 73 mm                                                                  | Невідомо                                              | Румунська версія РПГ-7. |
| AG-9                                 |       | Румунія                                                           | Безвідкотна гармата                               | 73 mm                                                                  | Невідомо                                              | Румунська версія СПГ-9. |
| Spike                                |       | Ізраїль                                                           | Протитанкова керована ракета                      |                                                                        | 3000                                                  | Spike ER та Spike LR. |
| M72A5 LAW                            |       | Норвегія                                                          | Реактивна протитанкова граната                    |                                                                        | 24                                                    | Використовується спецпідрозділами. |
| 9П122 "Малютка"                      |       | СРСР                                                              | Протитанковий ракетний комплекс                   |                                                                        | 90                                                    | |
| 9П148 "Конкурс"                      |       | СРСР                                                              | Протитанковий ракетний комплекс                   |                                                                        | 48                                                    | Також здатний стріляти ракетою 9К111 "Фагот". |